# Яркополенское сельское поселение (Кировский район)
Яркополенское се́льское поселе́ние (укр. Яркополенське сільське поселення, крымскотат. Къызыл Терчек кой юрту, Qızıl Terçek köy yurtu) — муниципальное образование в Кировском районе Республики Крым России в степном Крыму, примыкая с юга к райцентру Кировское.
Административный центр — село Яркое Поле.

## История
В 1928 году был образован Яркополенский сельский совет.
Сельское поселение образовано в соответствии с законом Республики Крым от 5 июня 2014 года.

## Население
| 2001  | 2014  | 2015  | 2016  | 2017  | 2018  | 2019  |
| ----- | ----- | ----- | ----- | ----- | ----- | ----- |
| 6569  | ↘6324 | ↗6335 | ↗6359 | ↘6333 | ↗6351 | ↗6397 |
| 2020  | 2021  |       |       |       |       |       |
| ↗6466 | ↘5785 |       |       |       |       |       |

## Состав сельского поселения
| № | Населённый пункт | Тип населённого пункта       | Население |
| - | ---------------- | ---------------------------- | --------- |
| 1 | Яркое Поле       | село, административный центр | ↘4592     |
| 2 | Красносельское   | село                         | ↘443      |
| 3 | Новофёдоровка    | село                         | ↗54       |
| 4 | Ореховка         | село                         | ↘318      |
| 5 | Софиевка         | село                         | ↘10       |
| 6 | Трудолюбовка     | село                         | ↘585      |